# Liste der Bodendenkmale in Barkelsby
In der Liste der Bodendenkmale in Barkelsby sind die Bodendenkmale der Gemeinde Barkelsby nach dem Stand der Bodendenkmalliste des Archäologischen Landesamts Schleswig-Holstein von 2016 aufgelistet. Die Baudenkmale sind in der Liste der Kulturdenkmale in Barkelsby aufgeführt.
| Denkmal-ID           | Befundart               | Bezeichnung                              | Zeitstellung                 | Lage | Bemerkungen | Bild |
| -------------------- | ----------------------- | ---------------------------------------- | ---------------------------- | ---- | ----------- | ---- |
| aKD-ALSH-Nr. 002 960 | Grabmal > Großsteingrab | Steinkammer                              | Neolithikum                  |      |             |      |
| aKD-ALSH-Nr. 002 961 | Grabmal > Großsteingrab | Steinkammer                              | Neolithikum                  |      |             |      |
| aKD-ALSH-Nr. 002 962 | Grabmal > Großsteingrab | Steinkammer                              | Neolithikum                  |      |             |      |
| aKD-ALSH-Nr. 002 963 | Grabmal > Grabhügel     | Grabhügel                                | Vor- und/oder Frühgeschichte |      |             |      |
| aKD-ALSH-Nr. 002 964 | Grabmal > Grabhügel     | Grabhügel                                | Vor- und/oder Frühgeschichte |      |             |      |
| aKD-ALSH-Nr. 002 965 | Grabmal > Langbett      | Langbett/Steinreihe                      | Neolithikum                  |      |             |      |
| aKD-ALSH-Nr. 002 966 | Grabmal > Langbett      | Langbett/Steinreihe                      | Neolithikum                  |      |             |      |
| aKD-ALSH-Nr. 002 967 | Grabmal > Langbett      | Langbett/Steinreihe                      | Neolithikum                  |      |             |      |
| aKD-ALSH-Nr. 002 968 | Grabmal > Großsteingrab | Steinkammer                              | Neolithikum                  |      |             |      |
| aKD-ALSH-Nr. 002 969 | Grabmal > Langbett      | Langbett/Steinreihe                      | Neolithikum                  |      |             |      |
| aKD-ALSH-Nr. 002 970 | Grabmal > Großsteingrab | Steinkammer                              | Neolithikum                  |      |             |      |
| aKD-ALSH-Nr. 002 971 | Grabmal > Langbett      | Langbett/Steinreihe                      | Neolithikum                  |      |             |      |
| aKD-ALSH-Nr. 002 972 | Grabmal > Großsteingrab | Steinkammer                              | Neolithikum                  |      |             |      |
| aKD-ALSH-Nr. 002 973 | Grabmal > Langbett      | Langbett/Steinreihe                      | Neolithikum                  |      |             |      |
| aKD-ALSH-Nr. 002 974 | Grabmal > Langbett      | Langbett/Steinreihe                      | Neolithikum                  |      |             |      |
| aKD-ALSH-Nr. 002 975 | Grabmal > Großsteingrab | Steinkammer                              | Neolithikum                  |      |             |      |
| aKD-ALSH-Nr. 002 976 | Befestigung > Burg      | Burg/Motte/Ringwall/Turmhügel            | Mittelalter                  |      |             |      |
| aKD-ALSH-Nr. 002 977 | Grabmal > Großsteingrab | Steinkammer                              | Neolithikum                  |      |             |      |
| aKD-ALSH-Nr. 002 978 | besonderer Stein        | Inschriftenstein/Grenzstein/Schalenstein |                              |      |             |      |